# نوروز در تشیع

## نوروز در نگاه شیعیان
مراسم‌های نوروزی در طول تاریخ ایران همواره وجود داشته‌است بعد از اسلام نیز با آن مخالفتی نشد. اما در دوره صفویه که اولین سلسله حکومتی مقتدر شیعی بود جشن‌های نوروزی مناسبتی حکومتی یافت. 

## نوروز در دوره صفویه
نوروز به‌طور مستمر در همه دوران تاریخی ایران کم و بیش برگزار می‌شده‌است اما در دوره بعد از اسلام در دوران صفویه به‌خصوص در دوران میانی صفویه این جشن نماد و سمبل ملی تر و درباری تری یافت. بعدها با نفوذ فقهای شیعی به دربار از اهمیت نمادهای ملی کاسته شد و فقاهت بر سمبل‌ها و نمادها چیره شد.

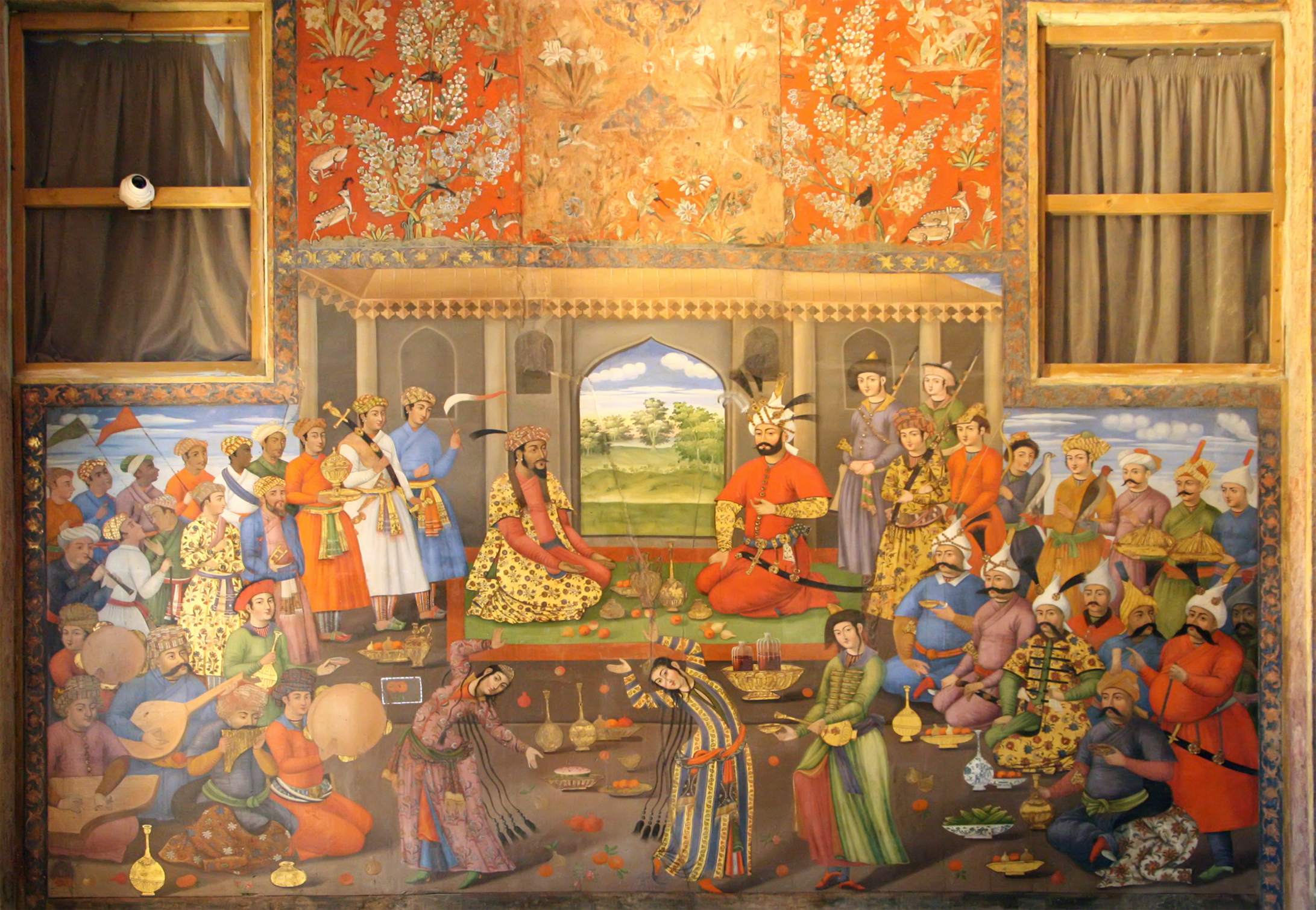
جشن نوروزی شاه طهماسب به افتخار همایون شاه هند Humayun

## نوروز و شیعیان شبه قاره هند
نوروز در دوره گورکانی(بابری) به‌خصوص در دوره اکبر شاه و جهانگیر و شاه جهان در شبه قاره هند برگزار می‌شده‌است. این جشن از دوره بابری همایون شاه و پس از بازگشت وی از ایران در هند رایج شد به‌خصوص درباریان جشن مفصلی را به مناسبت نوروز ترتیب می‌دادند. اما در اواخر دوره گورکانی به مرور این جشن تحت الشعاع جشن هولی قرار گرفته‌است. اما شیعیان هند به‌خصوص در شهر لکنو این جشن را هر سال برگزار می‌کنند که البته آیین آن با جشن ایران متفاوت است و فقط بیشتر به مدح  علی می پردازند و باور دارند که نوروز آغاز خلافت امیر مومنان بوده‌است. شیعیان پاکستان نیز مراسم مشابهی دارند.

## پیشینه
از جشن‌های قدیمی ایرانی، بیش از همه جشن سال نو و نیز در پایان تابستان جشن پاییز (مهرگان) طبیعتاً بر اساس تقویم قدیمی برگزار می‌شد. البته مسلمانان، به‌ویژه در زمان عمر دوم، عمر بن عبدالعزیز از خلفای امویه که از مخالفان شیعیان و ایرانیان بودند، کوشش کردند تا این اعیاد را ملغی کنند و کسانی را که در این مواقع به‌طور کلی هدایای متداولی برای مقامات بالاتر می‌فرستادند، تحت فشار قرار دادند.
اما این رسم چنان عمیق با اندیشه و احساس مردم ایران وابسته بود که به زودی پیروزمندانه برای خود جایی باز کرد و با اوج گرفتن کار عباسیان و به واسطهٔ نفوذ خاندان ایرانی برمکیان در وزارت کشور رواجی دوباره یافت. به‌ویژه در زمان دودمان بوییان (آل‌بویه) که نخستین دودمان شیعی ایرانی را در ایران تشکیل داده بودند، کاملاً در همه جا متداول شد و حتی در میانرودان (در بغداد و بصره) رسمی همه‌گیر شد. در سوریه، مصر و شمال آفریقا نیز این جشن در برخی از زمان‌ها به‌طور نامنظم برگزار می‌شد.
بدین ترتیب نوروز با ورود اسلام به ایران و فراگیری این مذهب در عرصه‌ای گسترده از شبه قاره هند تا شمال آفریقا، فرصت آن را پیدا کرد تا در میان اقوام غیر ایرانی نیز رایج گردد.

## احادیث و روایات تشیع دربارهٔ نوروز
- به علی بن ابیطالب هدیه نوروزی پیشکش شد، پرسید: این (هدیه) چیست؟ گفتند: یا امیرالمؤمنین (هدیه) روز نوروز است پس علی فرمود: هر روز را برای ما نوروز بسازید.[۱]
- معلی بن خنیس از جعفر بن محمد نقل کرده : ای معلی! نوروز، روزی است که خداوند در آن از بندگان خویش میثاق گرفت که جز او را عبادت و پرستش نکرده و به او شرک نورزند و به فرستادگان و پیامبرانش و نیز ائمه هدی ایمان بیاورند. نوروز اولین روزی است که خورشید در آن طلوع کرد و باد در آن وزیدن گرفت و در آن روز درخشندگی زمین خلق شد. [۲]
- محمد بن سیرین می‌گوید: به علی هدیه نوروزی داده شد، گفت: هر روز را روز پیروزی قرار دهید. ابو اسامه می‌گوید: (علی) اکراه داشت از این که بگوید: (هر روزی) نوروز است.[۳]

## دعای تحویل سال
در کتاب‌های مشهور ادعیه همچون اقبال الاعمال سیدابن‌طاووس و مصباح المتهجد شیخ توسی اشاره‌ای به دعای تحویل سال نگردیده و این نشان می‌دهد چه در منابع اهل سنت و چه در منابع اهل تشیع سند روایی مورد اعتماد برای آن موجود نیست. اما مجلسی در کتاب زادالمعاد در خصوص این دعا گزارش می‌کند که در کتب غیر مشهور روایت کرده‌اند که در وقت تحویل سال این دعا را بسیار بخوانید: یا مقلب‌القلوب والابصار یا مدبر اللیل والنهار یا محول الحول و الاحوال حول حالنا الی احسن الحال. بنابراین با توجه به این گزارش دعای تحویل سال در دوره صفویه مرسوم و معمول بوده‌است.
در هر حال جدا از این که دعای تحویل سال تا پیش از دوره صفویه چگونه بوده و این دعا در کدام یک از مأخذ حدیثی نقل شده‌است، نفس دعا یا قرائت قرآن یا حتی نمازگزاردن هنگام تحویل سال نشان از اسلامی شدن نوروز دارد. حتی بعضی‌ها معتقدند که عبارات دعای تحویل سال برگرفته از عبارات قرآنی یا احادیث و روایاتی است که در معتبرترین مأخذ شیعی نظیر «التهذیب» شیخ توسی نقل شده‌اند.